# Ljungskile SK
Der Ljungskile SK ist ein schwedischer Fußballverein in Ljungskile in der Gemeinde Uddevalla. Die Männermannschaft des Klubs, die zeitweise unter dem Namen Panos Ljungsklie SK antrat, war mehrfach in der Allsvenskan, der höchsten schwedischen Spielklasse, vertreten.

## Geschichte

### Aufstieg des Klubs
Ljungskile SK gründete sich 1926. Lange Zeit spielte die Mannschaft nur im unterklassigen, regionalen Bereich, ehe sie in den 1990er Jahren den Aufstieg in den höherklassigen Ligabereich schaffte.
1990 trat Ljungskile SK in der sechstklassigen Division 5 Bohusserien an, aus der sie als Staffelsieger in die fünfte Liga aufstieg. Über die Division 4 Bohuslän-Dal und die Division 3 Nordvästra Götaland schaffte die Mannschaft den direkten Durchmarsch in die drittklassige Division 2 Västra Götaland. Auch hier dominierte sie die Meisterschaft und belegte vor Stenungsunds IF den ersten Platz.
In der zweiten Liga war der kometenhafte Aufstieg von Ljungskile SK zunächst gebremst. In ihrer Debütsaison in der Division 1 Södra belegte die Mannschaft den siebten Platz. Nach einem fünften Rang im Folgejahr wurde der Klub 1996 in der Südstaffel Vizemeister hinter IF Elfsborg. In den anschließenden Relegationsspielen gegen Umeå FC gelang nach einer 0:1-Heimniederlage im Rückspiel ein 3:2-Erfolg, so dass der Verein erstmals in die Allsvenskan aufstieg.

### Etablierung als Profimannschaft
Vor Beginn der Erstliga-Spielzeit 1997 schloss Ljungskile SK eine Sponsorenvereinbarung mit Panos Emporio, einem Schwimmbekleidungshersteller, ab. Die als Panos Ljungskile SK antretende Mannschaft war in der ersten Liga chancenlos. Als Tabellenletzter stieg der Klub zusammen mit Degerfors IF und Västerås SK direkt wieder ab und spielte in der Folge wieder in der Division 1 Södra.
Als Tabellenvierter qualifizierte sich Ljungskile SK am Ende der Spielzeit 1999 für die als zweite Liga neu geschaffene Superettan. In der Auftaktsaison belegte die Mannschaft neben Gunnilse IS und Åtvidabergs FF nur einen Abstiegsplatz. Als Tabellenführer der Division 2 Västra Götaland zog sie in die Aufstiegsrunde ein, in der nach einem Unentschieden und einer Niederlage gegen Ängelholms FF der direkte Wiederaufstieg verpasst wurde. Vor der Spielzeit 2003 strich der Klub den Namensbestandteil „Panos“ aus dem Vereinsnamen. Am Ende der Saison trennte das schlechtere Torverhältnis gegenüber dem punktgleichen Konkurrenten GAIS vom erneuten Staffelsieg. In der folgenden Saison gelang der Staffelsieg und nach zwei Siegen über Väsby IK der Wiederaufstieg in die Superettan.
Als Aufsteiger etablierte sich Ljungskile SK im vorderen Ligabereich und verpasste in der Spielzeit 2005 als Tabellenvierter mit zwei Punkten Rückstand auf die Aufstiegsplätze nur knapp den direkten Durchmarsch. Nach einem sechsten Platz im Folgejahr kehrte die Mannschaft am Ende der Spielzeit 2007 als Vizemeister in die Allsvenskan zurück. Die zweite Spielzeit auf dem höchsten Liganiveau in der Vereinsgeschichte verlief ähnlich glücklos wie die erste. Als Drittletzte musste die Mannschaft in die Relegation, in der sie nach zwei Unentschieden aufgrund der Auswärtstorregel an IF Brommapojkarna scheiterte.

## Trainer
- Tor-Arne Fredheim (2012–2016, 2020)

## Spieler
- Kenny Pavey (1998–2001, 2003–2005, 2012)
- Nick Noble (2010–2011)